# Rafael Aizpún Santafé
Rafael Aizpún Santafé (Caparroso (Navarra), 24 d'octubre de 1889 - Pamplona, 1 de maig de 1981) 
 va ser un jurista i polític navarrès.

## Biografia
Va estudiar la carrera de Dret a la Universitat de Barcelona. Liberal independent i autonomista, va simpatitzar amb el maurisme. En 1922 va ingressar en el Partit Social Popular. Un any després va accedir com a regidor a l'ajuntament de Pamplona. Va ser membre de la Societat d'Estudis Bascos des de 1920 i, des de 1930, membre de la Comissió d'Autonomia destinada a elaborar un Estatut que dotés d'autonomia a les quatre províncies basco-navarreses.
Va ser president del Consell d'Estudis de Dret Navarrès i professor d'Economia en l'Estudi General de Navarra, embrió de la Universitat de Navarra a la fi de la dècada de 1960.

## Segona República
Arribada la República, va ser elegit diputat a Corts per Navarra a les eleccions generals espanyoles de 1931 en la candidatura Bloc Catòlic-Foralista en companyia de Miguel Gortari Errea, tots dos amb filiació "catòlica"; José Antonio Aguirre (nacionalista basc), i els carlistes Joaquín Beunza Redín i el comte de Rodezno.
Va ser el fundador en 1933 d'Unió Navarresa, sent president provisional del partit. Unit a la Confederació Espanyola de Dretes Autònomes (CEDA), de la qual va arribar a ser vicepresident, el mateix any de la seva fundació, tres anys més tard va canviar el nom del seu partit pel d'Acció Popular de Navarra. Va ser Diputat per Navarra en les Corts republicanes de 1933 i 1936.
Ministre de Justícia del Govern de Lerroux entre octubre de 1934 i abril de 1935. La seva entrada al govern de la República, juntament amb la d'altres dos ministres de la CEDA, va anar l'argument usat per desencadenar la Revolució de 1934. Va exercir la cartera d'Indústria i Comerç entre maig i setembre de 1935. Partidari dels revoltats en la Guerra Civil, després d'aquesta va passar a un segon pla en política.

## Franquisme
Va ser un dels vint-i-dos juristes addictes a la revolta designats pel Ministeri de Governació el 21 de desembre de 1938 van elaborar el “dictamen sobre la il·legitimitat dels poders actuants el 18 de juliol de 1936”.
Procurador en Corts durant el franquisme en representació d'Associacions, Col·legis i Càmeres, triat pels Col·legis d'Advocats per la I Legislatura de les Corts Espanyoles (1943-1946) La seva oposició al règim franquista va ser, no obstant això, notòria. Aviat va intervenir en l'intent de substituir a Franco per una monarquia parlamentària en la persona de Joan de Borbó i va pertànyer al seu Consell Privat. Els seus contactes amb Gil Robles a Estoril durant l'exili d'aquest últim prop d'aquell li van fer perdre el passaport, que només va recuperar en 1964.
El seu fill Jesús Aizpún Tuero va ser el fundador i dirigent del partit Unió del Poble Navarrès durant la Transició.

## Escrits
Com a especialista del Dret navarrès, va ser autor de diversos estudis com un Anteproyecto de apéndice de Navarra al Código Civil (1930), Estudio jurídico de las leyes forales (1952) i Ideas Generales de las instituciones de Derecho Civil Navarro (1958). La seva obra més coneguda és Naturaleza jurídica de las leyes forales de Navarra en què defensa el caràcter paccionado o pactat entre Navarra i l'Estat del Règim foral navarrès, com un pacte de status, enfront de concepcions centralistes de l'organització territorial de l'Estat i en defensa de la singularitat i la personalitat històrica i jurídica de Navarra a Espanya.